# 7004 Маркгіменс
7004 Маркгіменс (7004 Markthiemens) — астероїд головного поясу, відкритий 24 липня 1979 року.
Тіссеранів параметр щодо Юпітера — 3,549.